# Championnat de France de football de deuxième division 1936-1937
Navigation
Division 2 1935-1936 Division 2 1937-1938
Le championnat de France de football D2 1936-1937 avec une poule unique de 17 clubs, voit l’attribution du titre au RC Lens, qui accède à la première division en compagnie de l'US Valenciennes.

## Les 17 clubs participants
| \| Olympique d'Alès Amiens SC US Boulogne SM Caen RC Calais FCO Charleville USL Dunkerque Le Havre AC RC Lens SO Montpellier FC Nancy OGC Nice CA Paris Stade de Reims AS Saint-Étienne AS Troyes US Valenciennes-Anzin \| Localisation des clubs engagés dans le championnat. |
| Olympique d'Alès Amiens SC US Boulogne SM Caen RC Calais FCO Charleville USL Dunkerque Le Havre AC RC Lens SO Montpellier FC Nancy OGC Nice CA Paris Stade de Reims AS Saint-Étienne AS Troyes US Valenciennes-Anzin                                                           |

| - Olympique d'Alès - Amiens AC - US Boulogne - SM Caen - Calais RUFC - FCO Charleville - Olympique Dunkerque - Le Havre AC - RC Lens | - SO Montpellier - FC Nancy - OGC Nice - CA Paris - Stade de Reims - AS Saint-Étienne - AS Troyes-savinienne - US Valenciennes-Anzin |

## Résumé
- À l'issue de la saison, le RC Lens et l'US Valenciennes sont promus en championnat de première division.
- Équipes reléguées de la première division : le Stade rennais UC et le FC Mulhouse.
- Équipes abandonnant le statut pro pour rejoindre le championnat amateur : l'Amiens AC.
- À l'issue de ce championnat, les équipes du RC Arras de l’US Tourcoing sont promues en division 2.
- Équipes promues directement en division 2 : le SR Colmar, le Toulouse FC, l'AS Hautmont, les Girondins de Bordeaux, le FC Dieppe, l'US Longwy et enfin le Nîmes Olympique.

## Classement
| Rang | Équipe                  | Pts | J  | G  | N  | P  | Bp | Bc | Diff |
| ---- | ----------------------- | --- | -- | -- | -- | -- | -- | -- | ---- |
| 1    | RC Lens                 | 50  | 32 | 23 | 4  | 5  | 86 | 46 | +40  |
| 2    | US Valenciennes-Anzin R | 45  | 32 | 18 | 9  | 5  | 72 | 53 | +19  |
| 3    | AS Saint-Étienne        | 40  | 32 | 19 | 2  | 11 | 98 | 50 | +48  |
| 4    | Le Havre AC             | 36  | 32 | 14 | 8  | 10 | 68 | 50 | +18  |
| 5    | OGC Nice                | 35  | 32 | 15 | 5  | 12 | 52 | 41 | +11  |
| 6    | FCO Charleville         | 35  | 32 | 16 | 5  | 12 | 47 | 50 | -3   |
| 7    | US Boulogne             | 32  | 32 | 14 | 4  | 14 | 54 | 49 | +5   |
| 8    | SM Caen                 | 31  | 32 | 12 | 7  | 13 | 44 | 53 | -9   |
| 9    | Olympique d'Alès R      | 30  | 32 | 11 | 8  | 13 | 49 | 51 | -2   |
| 10   | Amiens AC               | 30  | 32 | 8  | 14 | 10 | 48 | 56 | -8   |
| 11   | AS Troyes-savinienne    | 30  | 32 | 13 | 4  | 15 | 54 | 63 | -9   |
| 12   | Olympique Dunkerque     | 29  | 32 | 11 | 7  | 14 | 59 | 63 | -4   |
| 13   | SO Montpellier          | 28  | 32 | 11 | 6  | 15 | 58 | 55 | +3   |
| 14   | CA Paris                | 26  | 32 | 10 | 6  | 16 | 41 | 62 | -21  |
| 15   | FC Nancy                | 24  | 32 | 9  | 6  | 17 | 44 | 64 | -20  |
| 16   | Stade de Reims          | 23  | 32 | 8  | 7  | 17 | 46 | 66 | -20  |
| 17   | Calais RUFC             | 20  | 32 | 9  | 2  | 21 | 42 | 90 | -48  |

Promotions et relégations
- Promotion en Division 1 1937-1938
- Relégation en Ligues régionales

Abréviations
- R : Relégué de Division 1 1935-1936

 Victoire à 2 points